# Влада Зорана Жижића
Влада Зорана Жижића је била влада Савезне Републике Југославије изабрана у оба дома Скупштине СРЈ 4. новембра 2000.

## Чланови владе
| Функција                                                                            | Слика | Име и презиме     | Странка | Белешке           |
| ----------------------------------------------------------------------------------- | ----- | ----------------- | ------- | ----------------- |
| Председник Савезне владе                                                            |       | Зоран Жижић       |         |                   |
| Потпредседник Савезне владе и савезни министар за економске односе са иностранством |       | Мирољуб Лабус     |         |                   |
| Савезни министар спољних послова                                                    |       | Горан Свилановић  |         |                   |
| Савезни министар привреде и унутрашње трговине                                      |       | Данило Вуксановић |         |                   |
| Савезни министар привреде и унутрашње трговине                                      |       | Момчило Вучетић   |         | од 10. маја 2001. |
| Савезни министар Војске Југославије                                                 |       | Слободан Краповић |         |                   |
| Савезни министар финансија                                                          |       | Драгиша Пешић     |         |                   |
| Савезни министар унутрашњих послова                                                 |       | Зоран Живковић    |         |                   |
| Савезни министар правде                                                             |       | Момчило Грубач    |         |                   |
| Савезни министар здравља и социјалне политике                                       |       | Миодраг Ковач     |         |                   |
| Савезни министар саобраћаја                                                         |       | Зоран Шами        |         |                   |
| Савезни министар телекомуникација                                                   |       | Борис Тадић       |         |                   |
| Савезни министар пољопривреде                                                       |       | Саша Витошевић    |         |                   |
| Савезни министар вера                                                               |       | Богољуб Шијаковић |         |                   |
| Савезни министар националних и етничких заједница                                   |       | Расим Љајић       |         |                   |
| Савезни министар спорта                                                             |       | Војислав Андрић   |         |                   |
| Савезни министар без портфеља                                                       |       | Велимир Радојевић |         |                   |